# Crypturellus boucardi
Il tinamo pettoardesia (Crypturellus boucardi (P.L. Sclater, 1859)) è un uccello della famiglia dei Tinamidi.

## Aspetti morfologici
- Lunghezza: 25–27 cm.[senza fonte]
- Peso: 440-500 g.

## Distribuzione e habitat
Messico sud-orientale, Belize, Guatemala, Honduras, Nicaragua orientale, Costa Rica settentrionale.

## Sistematica
Suddiviso in 2 sottospecie:
- Crypturellus boucardi boucardi (Sclater, 1860) - diffusa dal Messico all'Honduras nord-occidentale
- Crypturellus boucardi costaricensis (Dwight & Griscom, 1924) - diffuso dall'Honduras nord-orientale alla Costa Rica